# Saint-Rémy-de-Provence
Saint-Rémy-de-Provence es una comuna y población de Francia. Es la cabecera y mayor población del cantón de su nombre y está situada en el distrito de Arlés, en el departamento de Bocas del Ródano, en la región de Provenza-Alpes-Costa Azul. Según el censo de 2007, su población era de 10 251 habitantes.
Está integrada en la Communauté de communes de la Vallée des Baux. La comuna se llama así por Remigio de Reims.
La ciudad romana de Glanum se encuentra a pocos kilómetros y es un sitio turístico de primer orden. Numerosos vestigios del pasado romano se pueden aún encontrar en la zona.
Saint Remy de Provence es uno de los lugares que dan renombre y alimentan el mito de la Provenza. Junto a Aviñón y Arlés, forma un triángulo provenzal visitado por miles de personas cada año. Su pasado romano, sus idílicos paisajes, el encanto que tuvo para los pintores en el siglo XIX, con Vincent van Gogh a la cabeza, donde pintó La noche estrellada en el manicomio de Saint-Paul-de Mausole.

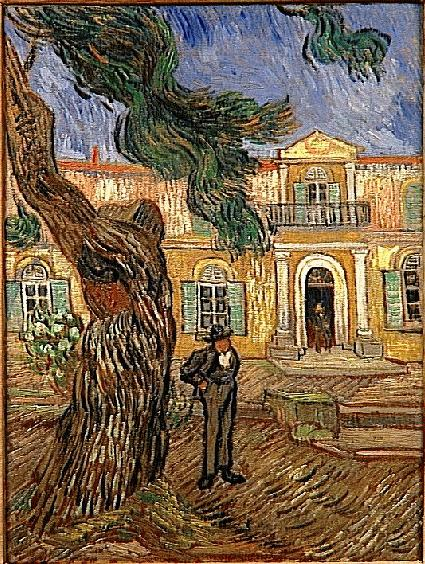
Ante el manicomio de Saint-Rémy, Vincent van Gogh, 1889.

La estación de TGV (tren de alta velocidad) de Aviñón se encuentra a muy pocos kilómetros, lo que ha permitido que desde París muchas personas se hayan instalado en la zona.
Muy cerca están las colinas de las Alpilles y la ciudadela de Les Baux-de-Provence. 

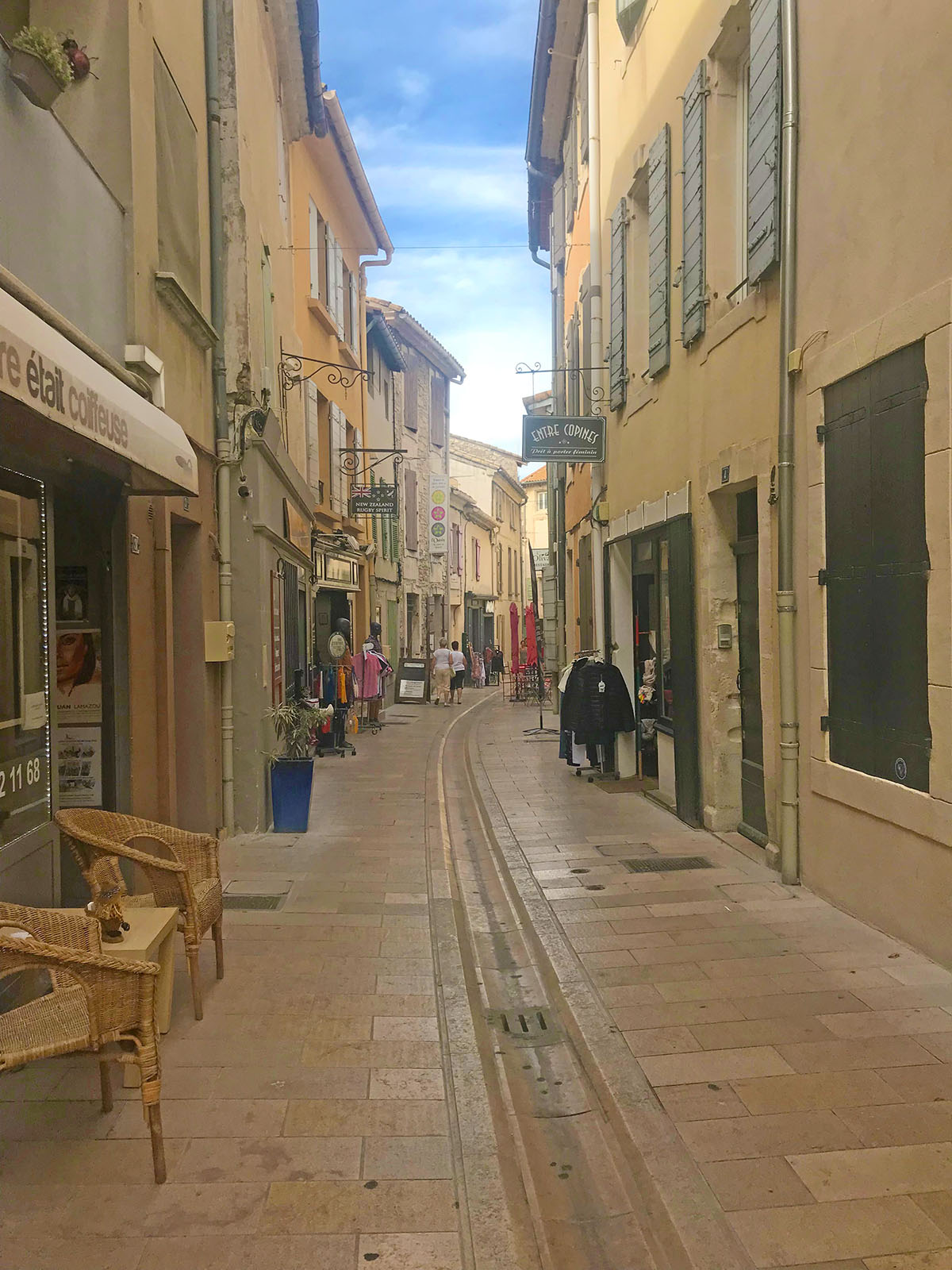
Calles de Saint-Rémy-de-Provence

En esta población nacieron el astrólogo francés Nostradamus (1503-1566) y la escritora Marie Gasquet; y residieron el artista Pierre Daboval y la psicoanalista askenazí Alice Miller (1923-2010).

## Lugares de interés
- Monasterio de Saint-Paul-de-Mausole
- Les Baux-de-Provence